# Ван дер Дёйм, Хилберт
Хилберт ван дер Дёйм (нидерл. Hilbert van der Duim, род. 4 августа 1957, Бетстерзваг, Нидерланды) — нидерландский конькобежец, участник зимних Олимпийских игр 1980 и 1984 годов, 2-кратный чемпион мира в многоборье и 2-кратный бронзовый призёр, бронзовый призёр чемпионата мира в спринтерском многоборье, 2-кратный чемпион Европы и 2-кратный призёр, 7-кратный чемпион Нидерландов в многоборье, чемпион Нидерландов в конькобежном марафоне (1987), 6-кратный рекордсмен Нидерландов.

## Спортивная биография
Хилберт ван дер Дёйм родился в деревне Бетстерзваг, находящейся в общине Опстерланд. Примерно в возрасте 13 лет переехал в Херенвен, где стал выступать за местный конькобежный клуб. В 1974 году он стал участвовать в чемпионате Нидерландов среди юниоров, а следующие 2 года поднимался на 2-е места в сумме многоборья. В 1977 году Хилберт стал бронзовым призёром на чемпионате мира среди юниоров.
В 1978 году Ван дер Дёйм стал серебряным призёром чемпионата Нидерландов в абсолютном зачёте и дебютировал на чемпионате Европы и на чемпионате мира в классическом многоборье, заняв соответственно 11-е и 9-е места. В январе 1979 года он занял уже 6-е место на чемпионате Европы и выиграл чемпионат страны, а затем побеждал ежегодно по 1985 год. В марте на чемпионате мира в классическом многоборье занял 16-е место.
В 1980 на очередном чемпионате Европы поднялся на 5-е место и участвовал впервые на зимних Олимпийских играх в Лейк-Плэсиде на всех пяти дистанциях, но лучшим результатом стало 4 место в забеге на 5000 метров и 6-е на 10000 метров. Сразу после игр он стал чемпионом на чемпионате мира в Херенвене, впервые победив Эрика Хайдена на международных соревнованиях. Через год дебютировал на чемпионате мира в спринтерском многоборье и занял 7-е место.
В 1981-м на чемпионате Европы Ван дер Дёйм упал на дистанции 10 000 метров и финишировал с результатом 15.28,53 сек, который позволил ему занять только второе место в сумме многоборья. Своё падение он объяснил тем, что поскользнулся на птичьем помёте.. Позднее он признался, что никакого помёта не было. Следом, выступая на чемпионате мира в Осло на дистанции 5000 метров финишировал за один круг до финиша, а на следующий день упал на дистанции 1500 метров, окончательно потеряв шансы на подиум.
В 1982 году он продолжил брать медали. Сначала на январском чемпионате Европы взял бронзу, а позже на чемпионате мира в Ассене стал  чемпионом мира во второй раз. В 1983 году всё-таки выиграл чемпионат Европы в Гааге и завоевал бронзовую медаль на спринтерском чемпионате мира в Хельсинки, а в 1984 году стал во второй раз чемпионом Европы в Ларвике и бронзовым призёром на классическом чемпионате мира в Гётеборге.
На зимних Олимпийских играх в Сараево Хилберт ван дер Дёйм занял 7-е места на дистанциях 1000 и 1500 метров, 9-е на 5000 метров и 10-е на 10000 метров. В 1985 году стал бронзовым призёром в спринте на чемпионате Нидерландов и занял 4-е место на чемпионате Европы в Эскильстуне. В марте на 
классическом чемпионате мира в Хамаре вновь выиграл бронзовую медаль. Следом на спринтерском чемпионате мира в Херенвене финишировал 8-м.
В 1985 году Хилберт ван дер Дёйм переключился на соревнования в марафоне, заключив контакт с марафонской командой "VGZ", и сразу же выиграл шестидневный забег Heineken. На открытии конькобежного стадиона «Тиалфбаан» в Херенвене 28 ноября 1986 года он установил рекорд в часовой гонке, пробежав за час 39 км 492 метра. 16 января 1986 года он выиграл чемпионат Нидерландов в Эрневуде. На Elfstedentocht 1986 года он занял восьмое место.
Вынужден был закончить спортивные выступления после серьёзной автомобильной аварии, в которую попал возвращаясь после соревнований в марафоне. У него был разбит весь таз, вывихнута спина, раздроблена нога и сломаны коленные чашечки, а также были повреждены лёгкие и кишечник. Он несколько дней пробыл в коме и целый год восстанавливался. Ему потребовалось пять лет, чтобы снова начать нормально ходить.

## Трудовая деятельность
Хилберт ван дер Дёйм с 1985 по 1995 год был преподавателем экономики в колледже Дренте в Ассене, а с 1995 года менеджером по обучению в том же учебном заведении в сфере бизнес-услуг, торговли и коммерции, спорта и физических упражнений, безопасности и охраны в сфере гостеприимства, устойчивого развития, информационной безопасности, персональных данных и защиты данных.

## Личная жизнь
Ван дер Дёйм женат на Ивон ван дер Лан. У него двое детей от предыдущего брака с Одри Молендейк (Атце и Фемке) и двое детей от отношений с финкой Ярой Пийспанен (Йонас и Мимини). Ранее жили в Гролло, но когда рядом открылась куриная бойня переехали в Равенсвауд. Семья живёт в фермерском доме с гектаром земли и небольшим домашним скотом: куры, овцы Дренте, лошадь. 

## Результаты
| Год  | Чемпионат Нидерландов (многоборье) | Чемпионат Нидерландов (спринт) | Чемпионат Европы       | Олимпийские игры                                     | ЧМ многоборье           | ЧМ спринт             | Чемпионат мира среди юниоров |
| ---- | ---------------------------------- | ------------------------------ | ---------------------- | ---------------------------------------------------- | ----------------------- | --------------------- | ---------------------------- |
| 1976 |                                    |                                |                        |                                                      |                         |                       | DQ3 (6e, 20e, DQ, -)         |
| 1977 |                                    |                                |                        |                                                      |                         |                       | · (, 6e, 7e, )               |
| 1978 | · (, )                             |                                | 11e (6e, 12e, 18e, 9e) |                                                      | 9e (7e, 7e, 14e, 6e)    | -                     | 16e · (33e, 6e, , )          |
| 1979 | · (, )                             |                                | 6e (4e, 7e, 11e, 12e)  |                                                      | 16e (10e, 5e, 32e, 14e) | -                     |                              |
| 1980 | · (, )                             |                                | 5e (4e, 9e, 6e, 9e)    | 28e 500 м 21e 1000 м 11e 1500 м 4e 5000 м 6e 10000 м | · (5e, , , 9e)          | -                     |                              |
| 1981 | · (, )                             |                                | · (, , 5e, 8e)         |                                                      | 16e · (6e, 9e, 33e, )   | 7e (9e, 4e, 10e, 15e) |                              |
| 1982 | · (, )                             |                                | · ( 9e, 4e, )          |                                                      | · (4e, , , 4e)          | -                     |                              |
| 1983 | · (, , 5e, )                       | · (4e, 4e, , )                 | · (5e, 13e, , )        |                                                      | NC17 · (, 17e, 10e, -)  | · (11e, , 9e,         |                              |
| 1984 | · (, , 4e, )                       |                                | · (, 7e, , 7e)         | 7e 1000 м 7e 1500 м 9e 5000 м 10e 10000 м            | · (, , 8e, 11e)         | -                     |                              |
| 1985 | · (, )                             | · (6e, , 5e, )                 | 4e · (4e, 7e, 11e, )   |                                                      | · (4e, , 11e, 6e)       | 8e (13e, 9e, 22e, 7e) |                              |

- = не участвовал
DQ = дисквалифицирован на дистанции
NC# = не отобрался на заключительную дистанцию
NS# = не стартовал
(#, #, #, #) = результаты по отдельным дистанциям (500 м, 5000 м, 1500 м, 10000 м).